# Nimber Obdulio Villalba Valenzuela
Nimber Obdulio Villalba Valenzuela (Piribebuy, 20 de junio de 1952) es un político colorado paraguayo. Fue el gobernador de la cordillera durante el período comprendido entre el 15 de agosto de 1998 y el 15 de agosto del 2003.
Villalba fue el segundo gobernador de la cordillera elegido democráticamente elegido tras la dictadura del general Alfredo Stroessner y el Golpe de Estado en Paraguay de 1989, en el que fue derrocado por el general Andrés Rodríguez Pedotti quien formó un gobierno provisional y realizó una transición democrática.
- Datos: Q100510367